# Joseph Baert
Joseph Henri Emile Baert (Tielt, 7 maart 1901 - 18 september 1980) was een Belgisch senator.

## Levensloop
Hij trouwde in Gent in 1926 met Maria Vyncke het echtpaar kreeg acht kinderen.
Hij studeerde in het Sint-Jozefscollege in Tielt. Toen zijn ouders met hun gezin naar Engeland vluchtten bij het uitbreken van de Eerste Wereldoorlog, studeerde hij verder aan het Sint-Ignatiuscollege Londen en Saint-Mary's College Londen. Van 1919 tot 1924 studeerde hij aan de Hogere Nijverheidsschool in Gent.
Hij werd nijveraar, aan het hoofd van een industriële weverij (1925-1942). Het ging om de linnenweverij van Emile Baert of "Tissage Mécanique Baert-Pickery", die de zonen Joseph en Michiel Baert na de Eerste Wereldoorlog verder zetten. Naast het weven van katoen en van de kunstvezel "fibranne" specialiseerde de firma zich in het weven van "paan" of wikkelkleed. In 1948 werd het bedrijf overgenomen door Cyrile Heyten die het omdoopte tot Tieltse Weverij.
Tijdens de Achttiendaagse Veldtocht gevangengenomen, verbleef hij van 21 mei tot 25 augustus 1940 in het gevangenenkamp van Colditz. Terug in België trad hij toe tot het Geheim Leger en kreeg de leiding over de verzetslieden in Tielt. In september 1944 werd hij tijdens de Bevrijding van de stad door Duitse kogels getroffen.
Na de oorlog begon hij aan een politieke loopbaan binnen de CVP.
In de stad Tielt werd hij in 1946 gemeenteraadslid en het jaar daarop werd hij tot burgemeester benoemd, functie die hij tot in 1969 uitoefende.
Ook nog in 1946 werd hij senator:
- 1946-1954: provinciaal senator gekozen in de provincie Oost-Vlaanderen;
- 1954-1958: provinciaal senator gekozen in de provincie West-Vlaanderen;
- 1958-1961: senator gekozen door het arrondissement Roeselare-Tielt.

In 1950 werd hij verkozen tot lid van het Nationaal Comité van de CVP en bleef heel wat jaren in dit hoogste orgaan van de partij zetelen.